# Tour of Britain 2006
Die 3. Tour of Britain war ein Rad-Etappenrennen, das vom 29. August bis 3. September 2006 stattfand. Es wurde in sechs Etappen ausgetragen und zählte zur UCI Europe Tour 2006.
Auf der 5. Etappe kam es zu einem "Bummelstreik" der Fahrer. In der neutralisierten Phase zu Beginn der Etappe wurde das Feld in die falsche Richtung geführt. Die Polizei hatte eine falsche Abzweigung genommen, weshalb das komplette Fahrerfeld von der Strecke abkam. Nachdem das Feld gestoppt hatte, diskutierten Fahrer und Offizielle fast eine halbe Stunde, wie es weiter gehen sollte. Als das Rennen wieder aufgenommen wurde, fuhr das Feld bis 30 Kilometer vor dem Ziel im Bummeltempo aus Protest gegen die organisatorische Panne und mangelnden Absperrungen an der Strecke.
Die Fahrer äußerten sich nach dem Ende der Rundfahrt eher kritisch über die Organisation. Besonders, da die Tour de France 2007 in Großbritannien gestartet wird.

## Etappen
| Etappe    | Tag          | Start – Ziel                | km    | Etappensieger     | Gesamtwertung   |
| --------- | ------------ | --------------------------- | ----- | ----------------- | --------------- |
| 1. Etappe | 29. August   | Glasgow – Castle Douglas    | 162,6 | Martin Pedersen   | Martin Pedersen |
| 2. Etappe | 30. August   | Blackpool – Liverpool       | 163,0 | Roger Hammond     | Mathew Goss     |
| 3. Etappe | 31. August   | Bradford – Sheffield        | 180,0 | Filippo Pozzato   | Martin Pedersen |
| 4. Etappe | 1. September | Wolverhampton – Birmingham  | 130,3 | Frederik Willems  | Martin Pedersen |
| 5. Etappe | 2. September | Rochester – Canterbury      | 152,6 | Francesco Chicchi | Martin Pedersen |
| 6. Etappe | 3. September | Greenwich – The Mall/London | 82,0  | Tom Boonen        | Martin Pedersen |